# Neuvy-Grandchamp
Neuvy-Grandchamp és un municipi francès, situat al departament de Saona i Loira i a la regió de Borgonya - Franc Comtat. L'any 2007 tenia 807 habitants.

## Demografia

### Població
El 2007 la població de fet de Neuvy-Grandchamp era de 807 persones. Hi havia 329 famílies, de les quals 70 eren unipersonals (31 homes vivint sols i 39 dones vivint soles), 133 parelles sense fills, 122 parelles amb fills i 4 famílies monoparentals amb fills.
La població ha evolucionat segons el següent gràfic:
Habitants censats

### Habitatges
El 2007 hi havia 390 habitatges, 330 eren l'habitatge principal de la família, 35 eren segones residències i 25 estaven desocupats. 379 eren cases i 9 eren apartaments. Dels 330 habitatges principals, 259 estaven ocupats pels seus propietaris, 70 estaven llogats i ocupats pels llogaters i 2 estaven cedits a títol gratuït; 5 tenien una cambra, 14 en tenien dues, 41 en tenien tres, 101 en tenien quatre i 170 en tenien cinc o més. 287 habitatges disposaven pel capbaix d'una plaça de pàrquing. A 134 habitatges hi havia un automòbil i a 172 n'hi havia dos o més.

### Piràmide de població
La piràmide de població per edats i sexe el 2009 era:
| Homes | Edats   | Dones |
| ----- | ------- | ----- |
| 0     | 95 o +  | 0     |
| 0     | 90 a 94 | 4     |
| 4     | 85 a 89 | 12    |
| 4     | 80 a 84 | 0     |
| 16    | 75 a 79 | 24    |
| 20    | 70 a 74 | 40    |
| 32    | 65 a 69 | 28    |
| 4     | 60 a 64 | 20    |
| 24    | 55 a 59 | 20    |
| 32    | 50 a 54 | 20    |
| 24    | 45 a 49 | 28    |
| 16    | 40 a 44 | 28    |
| 36    | 35 a 39 | 20    |
| 36    | 30 a 34 | 20    |
| 36    | 25 a 29 | 60    |
| 20    | 20 a 24 | 16    |
| 20    | 15 a 19 | 8     |
| 16    | 10 a 14 | 20    |
| 44    | 5 a 9   | 36    |
| 40    | 0 a 4   | 24    |

## Economia
El 2007 la població en edat de treballar era de 487 persones, 362 eren actives i 125 eren inactives. De les 362 persones actives 326 estaven ocupades (193 homes i 133 dones) i 36 estaven aturades (14 homes i 22 dones). De les 125 persones inactives 50 estaven jubilades, 30 estaven estudiant i 45 estaven classificades com a «altres inactius».

### Ingressos
El 2009 a Neuvy-Grandchamp hi havia 343 unitats fiscals que integraven 794,5 persones, la mediana anual d'ingressos fiscals per persona era de 16.014 €.

### Activitats econòmiques
Dels 41  establiments que hi havia el 2007, 2 eren d'empreses alimentàries, 3 d'empreses de fabricació d'altres productes industrials, 12 d'empreses de construcció, 8 d'empreses de comerç i reparació d'automòbils, 1 d'una empresa de transport, 3 d'empreses d'hostatgeria i restauració, 1 d'una empresa financera, 2 d'empreses immobiliàries, 5 d'empreses de serveis, 1 d'una entitat de l'administració pública i 3 d'empreses classificades com a «altres activitats de serveis».
Dels 15 establiments de servei als particulars que hi havia el 2009, 1 era una oficina de correu, 1 taller de reparació d'automòbils i de material agrícola, 2 paletes, 2 guixaires pintors, 4 fusteries, 1 lampisteria, 1 electricista, 2 perruqueries i 1 restaurant.
Dels 3 establiments comercials que hi havia el 2009, 1 era una botiga de més de 120 m², 1 una botiga de menys de 120 m² i 1 una sabateria.
L'any 2000 a Neuvy-Grandchamp hi havia 55 explotacions agrícoles que ocupaven un total de 4.687 hectàrees.

## Equipaments sanitaris i escolars
L'únic equipament sanitari que hi havia el 2009 era una farmàcia.
El 2009 hi havia una escola elemental.

## Poblacions més properes
El següent diagrama mostra les poblacions més properes.